# Schottische Basketballnationalmannschaft
Die schottische Basketballnationalmannschaft repräsentiert Schottland bei Basketball-Länderspielen der Herren, etwa bei internationalen Turnieren und bei Freundschaftsspielen.
Das Team konnte sich bisher für kein internationales Turnier qualifizieren. 

## Geschichte
Die Schottische Basketballnationalmannschaft ist seit 1947 Mitglied der FIBA und konnte sich bisher nicht für eine Basketball-Weltmeisterschaft oder für Olympische Spiele qualifizieren. Es gelangen jedoch zwei Qualifikationen für Europameisterschaften. Bei der ersten Teilnahme 1951 schieden die Schotten mit 3 Niederlagen in 3 Spielen in der Vorrunde aus. Sechs Jahre später scheiterte man erneut in der Vorrunde, gewann aber ein Spiel gegen Albanien.
Als Teil der Britischen Nationalmannschaft war man für die Europameisterschaften 2009, 2011 und 2013 qualifiziert. Ebenso bei den Olympischen Spielen 2012, in denen man als Gastgeber automatisch gesetzt war.
Einer der bekanntesten schottischen Basketballspieler war Robert Archibald, der sechs Jahre für das Nationalteam auflief und zwei Jahre in der NBA, bei Orlando Magic, den Memphis Grizzlies und den Phoenix Suns spielte. 

## Abschneiden bei internationalen Wettbewerben
| - noch nie qualifiziert |  | - noch nie eigenständig qualifiziert als Teil der Britischen Basketballnationalmannschaft - 1948: 20. Platz - 2012: 9. Platz |

### Europameisterschaften
- noch nie eigenständig qualifiziert

als Teil der Britischen Basketballnationalmannschaft
- 2009: 13. Platz
- 2011: 13. Platz
- 2013: 13. Platz